# Nationalliga A (Elektrorollstuhl-Hockey) 2017/18
Die Saison 2017/18 war die fünfte Saison der Nationalliga A im Powerchair-Hockey in der Schweiz. Das erste Mal, seit Gründung der Nationalliga A, stieg mit den Iron Cats Zürich II eine Mannschaft in die höchste Liga auf. Es wurden nun 5 Runden mit je vier Mannschaften gespielt. Die erste Mannschaft der Iron Cats aus Zürich sicherten sich am 5. Mai 2018 überlegen und ohne Niederlage und mit 191:17 Toren ihre dritte Meisterschaft in der Nationalliga. Einzig ihr erstes Spiel gegen die Rolling Thunder Bern gewannen sie knapp mit 5:4, alle anderen Spiele gingen klar an die Zürcher. Die 2. Mannschaft der Zürcher konnte sich dank eines überraschenden 12:11 gegen die Rolling Thunder Bern in der Obersten Liga halten. Die Whirldrivers aus Lausanne mussten am letzten Spieltag Fortfait geben und rutschten damit wegen des schlechteren Torverhältnis auf den letzten Platz ab und spielen nächste Saison in der Nationalliga B. Der B-Meister Luzern verzichtet auf den Aufstieg, damit spielen nächste Saison nur 4 Mannschaften in der obersten Liga.

## Spieltag NLA
| 1. Spieltag 2. September 2017 Bern |   |                       |      |
| Rolling Thunder Bern               | – | Iron Cats Zürich      | 4:5  |
| Zeka Rollers A                     | – | Whirldrivers Lausanne | 13:5 |
| Rolling Thunder Bern               | – | Zeka Rollers A        | 7:4  |
| Iron Cats Zürich                   | – | Whirldrivers Lausanne | 23:1 |
| Whirldrivers Lausanne              | – | Rolling Thunder Bern  | 2:19 |
| Iron Cats Zürich                   | – | Zeka Rollers A        | 9:1  |

| 2. Spieltag 25. November 2017 Wallisellen |   |                      |      |
| Zeka Rollers A                            | – | Iron Cats Zürich     | 3:8  |
| Rolling Thunder Bern                      | – | Iron Cats Zürich II  | 10:1 |
| Zeka Rollers A                            | – | Rolling Thunder Bern | 6:4  |
| Iron Cats Zürich II                       | – | Iron Cats Zürich     | 0:23 |
| Iron Cats Zürich                          | – | Rolling Thunder Bern | 11:1 |
| Zeka Rollers A                            | – | Iron Cats Zürich II  | 15:3 |

| 3. Spieltag 24. März 2018 Lenzburg |   |                       |      |
| Whirldrivers Lausanne              | – | Iron Cats Zürich II   | 5:4  |
| Zeka Rollers A                     | – | Iron Cats Zürich      | 2:13 |
| Iron Cats Zürich II                | – | Iron Cats Zürich      | 0:18 |
| Whirldrivers Lausanne              | – | Zeka Rollers A        | 1:11 |
| Iron Cats Zürich                   | – | Whirldrivers Lausanne | 21:1 |
| Iron Cats Zürich II                | – | Zeka Rollers A        | 1:11 |

| 4. Spieltag 5. Mai 2018 Lausanne |   |                       |      |
| Iron Cats Zürich                 | – | Whirldrivers Lausanne | 23:2 |
| Rolling Thunder Bern             | – | Iron Cats Zürich      | 2:14 |
| Iron Cats Zürich II              | – | Iron Cats Zürich      | 0:23 |
| Whirldrivers Lausanne            | – | Rolling Thunder Bern  | 2:11 |
| Rolling Thunder Bern             | – | Iron Cats Zürich II   | 11:2 |
| Iron Cats Zürich II              | – | Whirldrivers Lausanne | 3:6  |

| 5. Spieltag 26. Mai 2018 Wallisellen |   |                       |       |
| Zeka Rollers A                       | – | Whirldrivers Lausanne | 3:0 1 |
| Rolling Thunder Bern                 | – | Zeka Rollers A        | 8:9   |
| Iron Cats Zürich II                  | – | Zeka Rollers A        | 9:12  |
| Whirldrivers Lausanne                | – | Rolling Thunder Bern  | 0:3 1 |
| Rolling Thunder Bern                 | – | Iron Cats Zürich II   | 11:12 |
| Iron Cats Zürich II                  | – | Whirldrivers Lausanne | 3:0 1 |

## Tabelle NLA
| Pl.            | Verein                  | Sp. | S  | U | N  | Tore    | Diff. | Punkte |
| -------------- | ----------------------- | --- | -- | - | -- | ------- | ----- | ------ |
| 1.             | Iron Cats Zürich (M, C) | 12  | 12 | 0 | 0  | 191:170 | +174  | 36     |
| 2.             | Zeka Rollers A          | 12  | 8  | 0 | 4  | 090:680 | +22   | 24     |
| 3.             | Rolling Thunder Bern    | 12  | 6  | 0 | 6  | 091:680 | +23   | 18     |
| 4.             | Iron Cats Zürich II     | 12  | 2  | 0 | 10 | 038:145 | −107  | 06     |
| 5.             | Whirldrivers Lausanne   | 12  | 2  | 0 | 10 | 025:137 | −112  | 06     |
| Stand: Beendet |                         |     |    |   |    |         |       |        |

| Legende | Legende                                 |
| ------- | --------------------------------------- |
| (M)     | amtierender Schweizer Meister           |
| (C)     | Schweizer Cup-Sieger der letzten Saison |

### Torschützen NLA (Top Ten)
| Pl.    | Name              | Team                  | Tore |
| ------ | ----------------- | --------------------- | ---- |
| 01.    | Dominik Zenhäuser | Iron Cats Zürich      | 88   |
| 02.    | Stefan Müller     | Rolling Thunder Bern  | 74   |
|        | Manuel Melder     | Iron Cats Zürich      | 74   |
| 04.    | Jan Schäublin     | Zeka Rollers A        | 61   |
| 05.    | Noe Spirig        | Iron Cats Zürich      | 27   |
| 06.    | Mark Maas         | Whirldrivers Lausanne | 19   |
| 07.    | Isamail Binaku    | Iron Cats Zürich II   | 16   |
| 08.    | José Schnider     | Zeka Rollers A        | 13   |
| 09.    | Susanne Henzmann  | Zeka Rollers A        | 9    |
| 10.    | Daniel Rolli      | Rolling Thunder Bern  | 8    |
| Quelle |                   |                       |      |

## Tabelle NLB
| Pl.            | Verein                      | Sp. | S  | U | N  | Tore    | Diff. | Punkte |
| -------------- | --------------------------- | --- | -- | - | -- | ------- | ----- | ------ |
| 1.             | Lucerne Sharks              | 15  | 12 | 1 | 2  | 048:210 | +27   | 37     |
| 2.             | Zeka Rollers B              | 15  | 11 | 2 | 2  | 053:160 | +37   | 35     |
| 3.             | Red Eagle Basel             | 15  | 11 | 1 | 3  | 075:230 | +52   | 34     |
| 4.             | Rolling Thunder Bern II     | 15  | 4  | 1 | 10 | 022:480 | −26   | 13     |
| 5.             | Qualmende Reifen St. Gallen | 15  | 3  | 2 | 10 | 024:660 | −42   | 11     |
| 6.             | Iron Cats Zürich III        | 15  | 0  | 1 | 14 | 011:590 | −48   | 01     |
| Stand: Beendet |                             |     |    |   |    |         |       |        |

### Torschützen NLB (Top Ten)
| Pl.    | Name               | Team                        | Tore |
| ------ | ------------------ | --------------------------- | ---- |
| 01.    | Elia Amsler        | Red Eagle Basel             | 69   |
| 02.    | Marco Ilic         | Lucerne Sharks              | 42   |
| 03.    | Susanne Henzmann   | Zeka Rollers B              | 24   |
| 04.    | Fatlum Salihi      | Qualmende Reifen St. Gallen | 20   |
| 05.    | Pascal Niffeler    | Zeka Rollers B              | 14   |
| 06.    | Tim Marti          | Rolling Thunder II          | 11   |
| 07.    | Albert Schwaninger | Iron Cats III               | 7    |
| 08.    | Philippe Amann     | Rolling Thunder II          | 6    |
|        | Florian Müller     | Zeka Rollers B              | 6    |
| 10.    | Ursin Basler       | Red Eagle Basel             | 4    |
|        | Mario Eugster      | Qualmende Reifen St. Gallen | 4    |
|        | Roger Gerber       | Rolling Thunder II          | 4    |
| Quelle |                    |                             |      |